# Hawke's Bay United
El Hawke's Bay United Football Club (anteriormente conocido como Napier City Rovers) es una franquicia de fútbol de la ciudad de Napier, Nueva Zelanda. Fue fundada el 7 de abril de 2004 al juntarse varios clubes de la región de Hawke's Bay y juega en la Premiership.

## Historia

### Inicios
La región de Hawke's Bay fue una de las 8 escogidas para poseer un cupo en el NZFC. Los clubes y asociaciones de fútbol se juntaron y formaron el Napier City Rovers. En la temporada 2004/05 el club cosechó 26 puntos en 21 partidos a una distancia de 5 puntos del 3.º y último clasificado a los playoffs, el Waikato FC. Luego del torneo, se tomó la decisión de cambiar el nombre de la franquicia a Hawke's Bay United, ya que este nombre daba la idea de que el club representa a Hawke's Bay.

### Cambio de nombre
Hizo una pésima campaña con su nuevo nombre, fue último en 2005/06, con tan solo 5 puntos en 21 partidos. La irregularidad siempre estuvo presente en el club que poseía como mayor logro las dos ocasiones en las que consiguió el 4.º puesto. La primera, en el NZFC 2007/08, cuando obtuvo 29 unidades. La segunda, se dio en el siguiente torneo donde hizo 22 puntos.

### Auge y primer subcampeonato
En la ASB Premiership 2012/13 consiguió por primera vez el pasaje a los playoffs. Finalizó cuarto, con 24 puntos, tres más que su perseguidor, el Team Wellington. Aun así, en las semifinales, el Waitakere United se le impuso por un global de 10-5. Volvería a clasificar a los playoffs en el temporada 2013/14, pero no logró alcanzar la final tres perder con el Team Wellington 2-1 en la ida y 1-0 en la vuelta. En 2015 llegó a la final de la ASB Premiership, donde perdió 2-1 con el Auckland City. En la temporada siguiente fue segundo en la fase regular pero perdió en semifinales con el Team Wellington, mientras que en el campeonato 2016/17 logró su quinta clasificación consecutiva a los playoffs.

## Datos del club
- Temporadas en la Premiership de Nueva Zelanda: 14 (Todas)
- Mejor puesto en la fase regular: 2.º (2015-16)
- Peor puesto en la fase regular: 8.º (2005-06 y 2017-18)
- Mejor puesto en los playoffs: Subcampeón (2014-15)
- Mayor goleada conseguida:
  - En campeonatos nacionales: 5-0 vs. YoungHeart Manawatu (2011-12), 6-1 vs. Southern United (2013-14) y 7-2 vs. Wellington Phoenix Res. (2016-17)
- Mayor goleada recibida:
  - En campeonatos nacionales: 1-8 vs. YoungHeart Manawatu (2005-06) y 0-7 vs. Canterbury United (2011-12)

## Estadio
El Hawke's Bay United juega en el Bluewater Stadium. Tiene capacidad para 4 000 personas y fue inaugurado en 1985.